# (37592) Pauljackson
(37592) Pauljackson est un astéroïde de la ceinture principale.

## Description
(37592) Pauljackson est un astéroïde de la ceinture principale. Il fut découvert le 3 octobre 1991 à Tautenburg par Lutz Dieter Schmadel et Freimut Börngen. Il présente une orbite caractérisée par un demi-grand axe de 2,62 UA, une excentricité de 0,06 et une inclinaison de 5,2° par rapport à l'écliptique.

## Compléments